# Gyöngyösi András
Gyöngyösi András (Budapest, 1968. január 23. –) magyar vízilabdázó, olimpikon, edző.

## Pályafutása
A KSI-ben kezdett vízilabdázni, majd a Tungsram játékosa volt. 1984-től 1990-ig az FTC játékosa volt. Itt 2 magyar bajnokságot és kupát nyert. Ezt követően az olasz Pro Recco játékosaként olasz bajnok lett. Ezután rövid ideig ismét az FTC-ben szerepelt, majd Savonába igazolt. 1994-től 1999-ig a BVSC és Recco játékosa volt. Játékos pályafutását a Vasasban fejezte be.
A magyar válogatottban 1985-ben mutatkozott be. A válogatottal három olimpián szerepelt, két Eb ezüstérmet és egy világkupa győzelmet szerzett.
Edzőként a Ferencváros, a Szeged és a Debrecen és a német Spandau 04 vezetőedzője volt. Ezután a szombathelyi utánpótlásban tevékenykedett. 2017-től Kaliforniában utánpótlás edző.

## Sikerei
Játékosként
- Magyar bajnok: 5 (1988, 1990, 1996, 1997, 1998)
- Magyar kupagyőztes: 3 (1989, 1990, 1995)
- Olasz bajnoki ezüstérem (1992)
- Olasz Kupa ezüstérem (1993)
- BEK-bronzérem (1988)
- KEK-ezüstérem (1990)
- LEN-kupa: ezüstérem (1993)
- A magyar bajnokság legjobbja (1988)
- Az olasz bajnokság legjobbja (1992)

- Világkupa-aranyérem (1995)
- Világkupa-ezüstérem (1993)
- Világkupa-bronzérem (1989)
- Európa-bajnoki ezüstérem (1993, 1995)
- Olimpiai 4. helyezés (1996)
- Olimpiai 5. helyezés (1988)
- Olimpiai 6. helyezés (1992)
- Junior világbajnoki ezüstérem (1985)

Edzőként
- Magyar bajnoki 4. hely
- Magyar bajnoki bronzérem
- Magyar Kupa bronzérem